# 2015年世界柔道選手権大会
2015年世界柔道選手権大会（第33回世界柔道選手権大会）は、2015年8月24日～30日にカザフスタン・アスタナのアラウ・アイスパレスで開催された柔道の世界選手権。無差別を除いた男女7階級の個人戦と男女の団体戦が実施された。カザフスタンでは初めての世界選手権開催となる。当初はブラジルのサンパウロで開催される予定だったが、2013年9月にカザフスタンのアスタナに変更となった。

## 大会概要
| 正式名称 | 世界柔道選手権2015アスタナ大会 英語: 2015 World Judo Championships ASTANA |
| 開催場所 | アラウ・アイスパレス |
| 主催     | 国際柔道連盟 |
| 開催日程 | 8月24日 男子60kg級、女子48kg級 25日 男子66kg級、女子52kg級 26日 男子73kg級、女子57kg級 27日 男子81kg級、女子63kg級 28日 男子90kg級、女子70kg級 78kg級 29日 男子100kg級 100kg超級、女子78kg超級 30日 男子団体戦、女子団体戦 |

### 男子
| 階級        | 金                 | 銀                         | 銅                                                        |
| ----------- | ------------------ | -------------------------- | --------------------------------------------------------- |
| 60kg以下級  | エルドス・スメトフ | ルスタム・イブラエフ       | 志々目徹 金源鎮                                           |
| 66kg以下級  | アン・バウル       | ミハイル・プリャエフ       | リショド・ソビロフ ゴラン・ポラック                       |
| 73kg以下級  | 大野将平           | 中矢力                     | サインジャルカル・ニャムオチル 安昌林                     |
| 81kg以下級  | 永瀬貴規           | ロイク・ピエトリ           | アントワーヌ・ヴァロア＝フォルティエ ビクトル・ペナルベル |
| 90kg以下級  | 郭同韓             | キリル・デニソフ           | ベイカー茉秋 ヴァルラーム・リパルテリアニ                 |
| 100kg以下級 | 羽賀龍之介         | カール＝リヒャルト・フライ | ディミトリ・ペータース トマ・ニキフォロフ                 |
| 100kg超級   | テディ・リネール   | 七戸龍                     | アダム・オクルアシビリ ヤキフ・ハンモ                     |

### 女子
| 階級       | 金                     | 銀                     | 銅                                              |
| ---------- | ---------------------- | ---------------------- | ----------------------------------------------- |
| 48kg以下級 | パウラ・パレト         | 浅見八瑠奈             | 近藤亜美 鄭普涇                                 |
| 52kg以下級 | 中村美里               | アンドレア・キトゥ     | エリカ・ミランダ ダリヤ・スクリプニク           |
| 57kg以下級 | 松本薫                 | コリーナ・カプリオリウ | ドルジスレン・スミヤ オトーヌ・パヴィア         |
| 63kg以下級 | ティナ・トルステニャク | クラリス・アグベニュー | 田代未来 ツェデブスレン・ムンフザヤ             |
| 70kg以下級 | ジブリズ・エマヌ       | マリア・ベルナベウ     | ジュリ・アルベアル ファニー＝エステル・ポスビト |
| 78kg以下級 | 梅木真美               | アナマリ・ベレンシェク | マリンド・フェルケルク ルイーゼ・マルツァン     |
| 78kg超級   | 于頌                   | 田知本愛               | 山部佳苗 イダリス・オルティス                   |

## 国別団体戦

### 男子
| 優勝                                                                         | 2位                                               | 3位 | 3位 |
| 日本 海老沼匡 高市賢悟 中矢力 大野将平 永瀬貴規 丸山剛毅 吉田優也 王子谷剛志 | 韓国 アン・バウル 安昌林 イ・スンス 郭同韓 金成民 | ジョージア バジャ・マルグベラシビリ ラシャ・シャフダトゥアシビリ ヌグザリ・タタラシビリ ベカ・グビニアシビリ ヴァルラーム・リパルテリアニ | モンゴル ダワードルジ・トゥムルフレグ サインジャルカル・ニャムオチル オトゴンバータル・ウーガンバータル ルハグバスレン・オトゴンバータル ナイダン・ツブシンバヤル |

### 女子
| 優勝                                                         | 2位 | 3位 | 3位 |
| 日本 中村美里 山本杏 田代未来 新井千鶴 ヌンイラ華蓮 山部佳苗 | ポーランド カロリナ・ピエンコフスカ アルレタ・ポドラック アナ・ボロフスカ キャサリン・クライス ダリア・ポゴルゼレツ | ドイツ マリーン・クラー ミリアム・ローパー マルティナ・トライドス サンドラ・ディートリッヒ ヤスミン・クルプス | ロシア ユリア・リジョワ イリーナ・ザブルディナ エカテリーナ・バルコワ ヤナ・クリウコワ アレクサンドラ・バビンツェワ |

### メダル獲得数の国別一覧
| 順   | 国・地域       | 金 | 銀 | 銅 | 計 |
| ---- | -------------- | -- | -- | -- | -- |
| 1    | 日本           | 8  | 4  | 5  | 17 |
| 2    | フランス       | 2  | 2  | 2  | 6  |
| 3    | 韓国           | 2  | 1  | 3  | 6  |
| 4    | カザフスタン   | 1  | 1  | 0  | 2  |
| 4    | スロベニア     | 1  | 1  | 0  | 2  |
| 6    | アルゼンチン   | 1  | 0  | 0  | 1  |
| 6    | 中国           | 1  | 0  | 0  | 1  |
| 8    | ロシア         | 0  | 2  | 1  | 3  |
| 9    | ルーマニア     | 0  | 2  | 0  | 2  |
| 10   | ドイツ         | 0  | 1  | 3  | 4  |
| 11   | ポーランド     | 0  | 1  | 0  | 1  |
| 11   | スペイン       | 0  | 1  | 0  | 1  |
| 13   | モンゴル       | 0  | 0  | 4  | 4  |
| 14   | ジョージア     | 0  | 0  | 3  | 3  |
| 15   | ブラジル       | 0  | 0  | 2  | 2  |
| 16   | ベルギー       | 0  | 0  | 1  | 1  |
| 16   | ベラルーシ     | 0  | 0  | 1  | 1  |
| 16   | カナダ         | 0  | 0  | 1  | 1  |
| 16   | コロンビア     | 0  | 0  | 1  | 1  |
| 16   | キューバ       | 0  | 0  | 1  | 1  |
| 16   | イスラエル     | 0  | 0  | 1  | 1  |
| 16   | オランダ       | 0  | 0  | 1  | 1  |
| 16   | ウクライナ     | 0  | 0  | 1  | 1  |
| 16   | ウズベキスタン | 0  | 0  | 1  | 1  |
| 合計 | 合計           | 16 | 16 | 32 | 64 |

## 優勝者の世界ランキング

### 男子
| 60kg級    | カザフスタン | エルドス・スメトフ | 9位  |
| 66kg級    | 韓国         | アン・バウル       | 20位 |
| 73kg級    | 日本         | 大野将平           | 10位 |
| 81kg級    | 日本         | 永瀬貴規           | 5位  |
| 90kg級    | 韓国         | 郭同韓             | 5位  |
| 100kg級   | 日本         | 羽賀龍之介         | 25位 |
| 100kg超級 | フランス     | テディ・リネール   | 1位  |

### 女子
| 48kg級   | アルゼンチン | パウラ・パレト         | 2位  |
| 52kg級   | 日本         | 中村美里               | 18位 |
| 57kg級   | 日本         | 松本薫                 | 16位 |
| 63kg級   | スロベニア   | ティナ・トルステニャク | 1位  |
| 70kg級   | フランス     | ジブリズ・エマヌ       | 7位  |
| 78kg級   | 日本         | 梅木真美               | 17位 |
| 78kg超級 | 中国         | 于頌                   | 1位  |

(出典、JudoInside.com)。

## 世界ランキング1位の成績

### 男子
| 60kg級    | アゼルバイジャン | オルハン・サファロフ         | 不出場   |
| 66kg級    | ウクライナ       | ゲオルグリー・ザンタラヤ     | 初戦敗退 |
| 73kg級    | アゼルバイジャン | ルスタム・オルジョフ         | 不出場   |
| 81kg級    | ジョージア       | アブタンディル・チリキシビリ | 5位      |
| 90kg級    | ハンガリー       | トート・クリスティアーン     | 7位      |
| 100kg級   | チェコ           | ルカシュ・クルパレク         | 5位      |
| 100kg超級 | フランス         | テディ・リネール             | 金メダル |

### 女子
| 48kg級   | モンゴル       | ムンフバット・ウランツェツェグ | 3回戦敗退 |
| 52kg級   | ルーマニア     | アンドレア・キトゥ             | 銀メダル  |
| 57kg級   | ルーマニア     | コリーナ・カプリオリウ         | 銀メダル  |
| 63kg級   | スロベニア     | ティナ・トルステニャク         | 金メダル  |
| 70kg級   | オランダ       | キム・ポリング                 | 7位       |
| 78kg級   | アメリカ合衆国 | ケイラ・ハリソン               | 3回戦敗退 |
| 78kg超級 | 中国           | 于頌                           | 金メダル  |

(出典、JudoInside.com)。

## 賞金
なお、今大会ではメダリストの他にそのコーチにも賞金が支給されることになった。個人戦の優勝者には7200ドル、そのコーチに1800ドル、2位に4800ドル、そのコーチに1200ドル、3位に2400ドル、そのコーチに600ドル。団体戦の優勝チームには4万ドル、そのコーチに1万ドル、2位に2万4千ドル、そのコーチに6000ドル、3位に8000ドル、そのコーチに2000ドル。

## 日本での放送
今大会はフジテレビ系列で放送された。解説を穴井隆将、佐藤愛子、実況を鈴木芳彦、福永一茂、リポーターを松山三四六が担当した。